# Каценеленбоген, Яков Шолом
Каценеленбоген Лук Шолом (1877, Новый Свержень, Минская губерния — 6 июля 1904, Цюрих) — еврейский писатель, педагог и журналист.

## Биография
Каценеленбоген Яков Шолом родился в местечке Новый Свержень Минской губернии в семье раввина.
Получил традиционное еврейское религиозное образование, учился в иешивах в Мире и Слуцке.
Был учителем в Пинске и Столбцах.
Принимал активное участие в движении «Поалей Цион».
С 1900 жил в Лондоне. Сотрудничал в газете «Xа-Дегель» на иврите.
В 1904 отправился учиться в Цюрихский университет.
Утонул в Цюрихском озере.
Автор повести «Лейл хореф» («Зимняя ночь»).